# プドゥ・セントラル・バスターミナル
プドゥ・セントラル・バスターミナル (マレー語: Terminal Bas Pudu Sentral) は、クアラルンプールにある、主要バスターミナル。市の中心部に位置し、マレーシア各地に向かう中長距離路線がここから発着する。

## 歴史
- 1976年開業。
- 2006年現在、約300万リンギットをかけて改装工事中。
- 2007年6月15日午後9時30分、7番ホームで爆弾が爆発。11歳の少女が負傷[1]。
- 2010年4月より、改装工事のため閉鎖中
- 2011年4月に再オープン、8月に名前がプドゥ・セントラルと改称された。

### 再配置
プドゥラヤ周辺の交通渋滞はKTMコミューター、ラピドKLアンパン線、KLIAトランジット各路線が発着するバンダル・タシッ・スラタン駅前の新ターミナル、Terminal Bersepadu Selatan(略称TBS)開業により解消することが期待されており、2011年1月に開業した。これに伴い、西海岸南部方面のバスの移転が行われた。 

## 行き先
コタバルなど東海岸に向かうバスは、アンパン線のPWTC駅、KTMコミューターのプトラ駅のそばにあるプトラ・バスターミナルから発着する。また、マラッカ、ジョホールバル、シンガポールなど南部に向うバスは上記のTBSに移転した。

### 国内
- イポー、タイピン、ジョージタウン、バターワース、アロースター、キャメロンハイランド、ゲンティンハイランド

### 国外
- ハジャイ

## 運行会社
| 会社                  | 行先                                                                   | プラットホーム |
| --------------------- | ---------------------------------------------------------------------- | -------------- |
| Durian Burung Express | ペナン島、スンガイプタニ、アロースター                                 |                |
| Express Maharani      |                                                                        |                |
| Jelita Express        |                                                                        |                |
| Hosni Express         |                                                                        |                |
| Maju                  | タンジョンマリム、ルムッ、イポー                                       |                |
| Maju Insaf            |                                                                        |                |
| Mara Liner            |                                                                        |                |
| Plusliner             | ルムッ、イポー、 ペナン島、バターワース、クリム                        |                |
| Star Shuttle          | クアラルンプール国際空港(メインターミナル、LCCT双方)                   |                |
| Transnasional         | イポー、タンジョンマリム、スンガイプタニ、アロースター、クアラカンサー |                |

## アクセス
- ラピドKL アンパン線 プラザ・ラッヤット駅